# 雅曼辛國家公園

5°39′29″S 55°42′11″W / 5.658°S 55.703°W
雅曼辛國家公園（葡萄牙語：Parque Nacional do Jamanxim），是巴西的國家公園，位於該國北部帕拉州，成立於2006年2月13日，佔地86萬公頃，覆蓋阿爾塔米拉、伊泰圖巴和特賴朗。